# Сёрняйнен (станция метро)
Сёрняйнен (станция метро)#/media/Файл:Sörnäisten metron sisäänkäynti.jpg
Сёрняйнен (фин. Sörnäinen, швед. Sörnäs) — станция Хельсинкского метрополитена. Расположена в центре Хельсинки в районах Сёрняйнен и Каллио между станциями Хаканиеми (расстояние до неё 928 м) и Каласатама (расстояние до неё 1,123 км). Наземный вестибюль станции расположен по адресу Helsinginkatu 1. Имеет 2 платформы, 3 эскалатора и 2 лифта. Это последняя подземная станция Хельсинкского метрополитена по направлению из центра. Пассажиропоток составляет 18252 человек в будний день (2005). Находится на глубине 25 метров от поверхности земли (3 м ниже уровня моря).